# Lycée français de Prague
Pour l’article homonyme, voir Lycée français de Prague-Dejvice.
Le Lycée français de Prague (LFP, en tchèque : Francouzské lyceum v Praze) est une école internationale française située dans le quartier Smíchov, dans le 5e arrondissement de Prague, République tchèque.

## Histoire
Un lycée français avait été créé à Prague dès les lendemains de la Première Guerre mondiale, mais celui-ci avait été fermé en 1939 et n'avait pu rouvrir ses portes en 1945. La prise du pouvoir par les communistes en février 1948 provoque sa seconde fermeture.

Premier logo du lycée français de Prague (années 1990)

Le nouveau lycée français de Prague a ouvert ses portes après la Révolution de Velours avec le concours d'anciens dissidents tchécoslovaques de la période communiste. Il est homologué par le ministère français chargé de l’Éducation nationale et géré par l'Agence pour l'enseignement français à l'étranger (AEFE).
Les enseignants français détachés ont coopéré avec les professeurs tchèques et slovaques du réseau des sections bilingues franco-tchèques et franco-slovaques lors de leur développement au début des années 1990 et le lycée a accueilli des ateliers de formation communs. Une collaboration perdure pour la préparation de l'examen de maturité bilingue.

## Offre de formation
Le lycée français de Prague propose l'ensemble des cycles pré-scolaires  au baccalauréat.
Il propose depuis 2000 une section bilingue franco-tchèque et a reçu un agrément officiel pour disposer d'une section internationale britannique.
Le taux de réussite des bacheliers ayant étudié au Lycée français de Prague dépasse les 90 %, jusqu'à atteindre les 100 %. 
Le lycée peut constituer un tremplin vers de grandes écoles en France, et de surcroît, pour les études à l'international (Grande-Bretagne, États-Unis, Espagne, Pays-Bas...).